# Наумов, Павел Алексеевич
Павел Алексеевич Наумов — советский хозяйственный, государственный и политический деятель.

## Биография
Родился в 1919 году в селе Грибаниха. Член КПСС.
С 1936 года — на хозяйственной, общественной и политической работе. В 1936—1986 гг. — секретарь райкома ВЛКСМ в Максатихе, студент факультета журналистики Ленинградского госуниверситета, участник Великой Отечественной войны, военный переводчик разведотдела штаба Брянского фронта, штаба 2-го Прибалтийского фронта, начальник следственного отдела разведотдела штаба Ленинградского фронта, заместитель главного редактора журнала «Мир за рубежом», сотрудник журнала «Проблемы мира и социализма», специальный корреспондент газеты «Правда» по ФРГ, главный редактор журнала «Новое время», председатель правления агентства печати Новости.
Избирался депутатом Верховного Совета СССР 11-го созыва. Делегат XXVII съезда КПСС.
Умер после 1995 года.